# سهره دمگاه‌زرد اروپایی

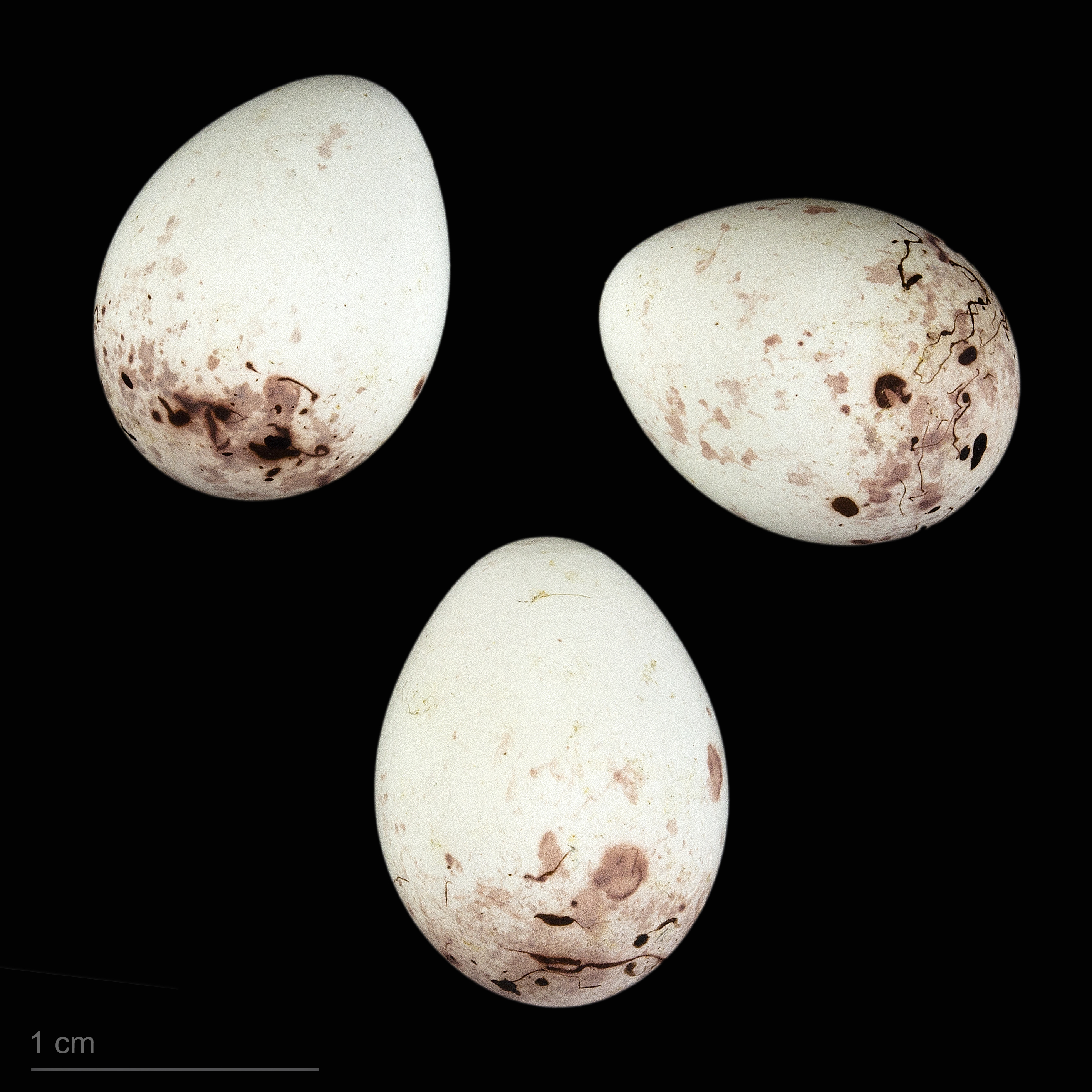
Serinus serinus

سهره دمگاه‌زرد اروپایی یا به سادگی سهره دمگاه‌زرد (نام علمی: Serinus serinus) از سرده سهره دمگاه‌زرد و کوچک‌ترین گونه اروپایی از خانواده فنچ‌ها (Fringillidae) است و با قناری آتلانتیک ارتباط نزدیک دارد. رژیم غذایی آن عمدتاً از ترکیبی از جوانه‌ها و دانه‌ها تشکیل شده است. این سهره دم کوتاهی دارد و طول آن ۱۱ الی ۱۲ سانتی‌متر است.

## طبقه‌بندی
سهره دمگاه‌زرد اروپایی توسط کارل لینه در دوازدهمین ویرایش کتابش در سال ۱۷۶۶ در کتابش سامانه طبیعت با نام علمی  Fringilla serinus توصیف شده‌بود. . واژه لاتین serinus از واژه فرانسوی serin برای یک نوع قناری گرفته شده بود، واژه فرانسوی ممکن است تغییریافته واژه لاتین citrinus به معنی «لیمویی-رنگ» باشد.